# Vitia
Vitina (în albaneză Viti, Vitia; în sârbă Витина, cu alfabetul latin: Vitina) este un oraș și municipiu din districtul Gnjilane în sud-estul din Kosovo.

## Geografie
Orașele care sunt incluse în municipiul Vitina sunt Požaranje, Kabaš, Binac, Klokot, Drobesh, Smirë, etc.

## Istorie
După Războiul din Kosovo din 1999, a găzduit A Company, Regimul de Infanterie Parașutistă 2/505, 82nd Airborne Division, primele trupe KFOR care au început stabilizarea municipiului. După plecarea primei unități, Vitina a fost locul unui scandal internațional, în care un soldat din Armata SUA a violat și ucis o fată.

## Economie
Economia municipiului Vitina este slab dezvoltată. Cu toate acestea, trebuie menționat că această zonă este rurală și agrară și astfel, rata actuală a șomajului nu ar corespunde exact cu nivelul forței de muncă. Majoritatea afacerilor private sunt deținute și operate de albanezii kosovari la fel ca și în cazul serviciilor publice. Atât serviciile publice cât și cele private au un număr redus de angajați. Firma cei mai multi angajați din municipiu este Klokot Bottling Plant & Spa, cu un număr de 230 de oameni (inclusiv 28 de sârbi kosovari).

## Infrastructură
Drumurile din municipiu variază de la bune la rele. Drumurile principale care duc către majoritatea satelor sunt pavate și înguste. Aproape toate drumurile secundare sunt acoperite de pământ.
În perioada conflictului, aproximativ 5% din casele deținute de albanezii kosovari au fost incendiate (255 de case). După sfârșitul conflictului, 230 de case deținute de sârbii kosovari au fost incendiate adică aproximativ 20% din toate casele locuite de sârbii din Kosovo.
Aprovizionarea cu apă este disponibilă numai 70% din orașul Vitina. Un număr de sate au propriul sistem de apă, dar cum companiile ale serviciilor publice nu sunt responsabile pentru întreținerea acestor sisteme, furnizarea apei este nesigură. În general, mai puțin de 20% din populația municipiului are un sistem de alimentare cu apă. Aproximativ 10% din populație are acces la un sistem de canalizare.

## Demografie
| Structura etnică, inclusiv PSI                                                |          |       |        |       |        |      |      |      |        |
| An/Populație                                                                  | Albanezi | %     | Sârbi  | %     | Croați | %    | Romi | %    | Total  |
| 1961                                                                          | 20,496   | 60.92 | 10,442 | 31.04 | 2,077  | 6.17 | 21   |      | 33,642 |
| 1971                                                                          | 26,927   | 67.69 | 9,649  | 24.26 | 2,613  | 6.57 | 126  | 0.32 | 39,780 |
| 1981                                                                          | 35,105   | 73.38 | 8,369  | 17.49 | 3,722  | 7.78 | 229  | 0.49 | 47,839 |
| 1991                                                                          | 45,078   | 78.68 | 7,002  | 12.22 | 4,331  | 7.56 | 373  | 0.65 | 57,290 |
| Aug 2003                                                                      | 56,400   | 94.0  | 3,300  | 5.5   | 60     | 0.1  | 20   |      | 59,810 |
| Ref: Recensământul populației iugoslave din 1991, estimările OSCE pentru 2003 |          |       |        |       |        |      |      |      |        |